# Kalimeris tatarica
Kalimeris tatarica là một loài thực vật có hoa trong họ Cúc. Loài này được Lindl. ex DC. mô tả khoa học đầu tiên năm 1836.